# Trematopygus nigricornis
Trematopygus nigricornis är en stekelart som beskrevs av Holmgren 1857. Trematopygus nigricornis ingår i släktet Trematopygus och familjen brokparasitsteklar. Arten är reproducerande i Sverige. Inga underarter finns listade i Catalogue of Life.